# اسلوون (پنسیلوانیا)
اسلوون (به انگلیسی: Slovan) یک منطقهٔ مسکونی در ایالات متحده آمریکا است که در پنسیلوانیا واقع شده‌است. اسلوون ۵۵۵ نفر جمعیت دارد.